# Strømsmoen
Strømsmoen est une localité du comté de Troms, en Norvège.

## Géographie
Administrativement, Strømsmoen fait partie de la kommune de Bardu.